# مقاطعة يازو (ميسيسيبي)
مقاطعة يازو (مسيسيبي) (بالإنجليزية: Yazoo County, Mississippi)‏ هي مقاطعة في ولاية مسيسيبي بالولايات المتحدة الأمريكية، بلغ عدد سكانها في عام 2010 حوالي 28065  نسمة، عاصمتها يازو سيتي.

## التاريخ
استحوذت ولاية مسيسيبي على المنطقة التي أصبحت الآن مقاطعة يازو من هنود تشوكتاو في عام 1820. وتم إنشاء هذه المقاطعة في 21 يناير 1823. وكانت المقاطعة رقم 19 التي تم تأسيسها في ولاية ميسيسيبي، وما زالت حتى الآن أكبر مقاطعة في الولاية.
كانت مقاطعة يازو ساحة معركة في عامي 1863 و1864 خلال الحرب الأهلية الأمريكية . وبعد الحرب ، كان هناك عنف من البيض ضد الأحرار. واستمر هذا العنف حتى بعد إعادة الإعمار. ففي الفترة من 1877 إلى 1950 ، شهدت مقاطعة يازو 18 عملية قتل موثقة كان ضحيتها أميركيون من أصل أفريقي.  وحدثت معظم عمليات القتل هذه في مطلع القرن العشرين.
في عام 1900 حدثت كارثة في السكك الحديدية تسببت في مقتل المهندس كيسي جونز. كما شهدت ولاية المسيسيبي فيضانات عام 1927 لم تسبب الكثير من الضرر في مقاطعة يازو.

## الجغرافيا
وفقًا لمكتب تعداد الولايات المتحدة، تبلغ مساحة مقاطعة يازو 934 ميل مربع (2420 كيلومتر مربع ) ، منها 923 ميل مربع (2390 كيلومتر مربع ) من اليابسة و 11 ميل مربع (28 كيلومتر مربع) مياه، حيث تشكل المياه حوالي 1.2٪ من مساحة هذه المقاطعة.  وتعتبر أيضًا أكبر مقاطعة في ولاية المسيسيبي من حيث مساحة اليابسة وثالث أكبر مقاطعة من حيث المساحة الكلية (التي تشمل مساحة اليابسة والماء).

### المقاطعات المجاورة
- مقاطعة هامفريس (من الشمال)
- مقاطعة شاركي (من الشمال الغربي)
- مقاطعة وارن (من الجنوب الغربي)
- مقاطعة ماديسون (من الشرق)
- مقاطعة هايندز (من الجنوب)
- مقاطعة هولمز (من الشمال الشرقي)
- مقاطعة إساكينا (من الغرب)

### المحميات الوطنية
- حديقة هيلسايد الوطنية للحياة البرية (جزء منها فقط يقع في مقاطعة يازو)
- محمية النمر الوطنية للحياة البرية

## التركيبة السكانية
وفقًا لمكتب تعداد الولايات المتحدة، بلغ عدد سكان مقاطعة يازو 28065 نسمة في عام 2010. 57.1 ٪ هم من ذوي البشرة السوداء (أمريكيين من أصل أفريقي)، و40 ٪ من ذوي البشرة البيضاء، و0.4 ٪ آسيوين، و0.3 ٪ أمريكيون أصليون، و4.6٪ من أصل لاتيني.
في عام 2000، كان عدد سكان المقاطعة 28149 نسمة، يشكلون 9177 أسرة، منها 6444 أسرة تعيش في المقاطعة. وقد بلغت الكثافة السكانية 31 نسمة في كل ميل مربع (12 نسمة في الكيلومتر المربع). وفيها 1015 وحدة سكنية بمعدل 11 وحدة سكنية في كل ميل مربع (4 وحدات سكنية في كل كيلومتر مربع). في هذا العام، كانت التركيبة العرقية للمقاطعة تتمن 53.96 ٪ من ذوي البشرة السوداء (أمريكيين من أصل أفريقي)، و44.74 ٪ من ذوي البشرة البيضاء، و0.20 ٪ من الأمريكيين الأصليين، و0.36 ٪ آسيويين، و4.38 ٪ من أصل لاتيني.
35.60 ٪ من الأسر البالغ عددها 9178 أسرة لديم أطفال تقل أعمارهم عن 18 سنة يعيشون معهم، و 43.20 ٪ كانوا من الأزواج الذين يعيشون معا.
لكل 100 أنثى، كان هناك 103.60 ذكر.

### أعمار السكان
28.50 ٪ تحت سن 18، 9.80 ٪ أعمارهم بين 18 إلى 24 سنة، 29.20 ٪ أعمارهم من 25 إلى 44 سنة، 20.10 ٪ أعمارهم من 45 إلى 64 سنة، 12.40 ٪ بلغت أعمارهم 65 سنة أو أكبر. وبلغ متوسط عمر السكان 34 سنة.

## الدخل
بلغ متوسط الدخل كل أسرة في المقاطعة 29395 دولار. وكان متوسط دخل الذكور 28553 دولارًا مقابل 19797 دولار للإناث. وكان نصيب الفرد من دخل المقاطعة 12062 دولار. حوالي 25.40 ٪ من الأسر و 31.90 ٪ من مجموع السكان هم تحت خط الفقر، بما في ذلك 4290 ٪ ممن تقل أعمارهم عن 18 عام و 22.50 ٪ من أولئك الذين تبلغ أعمارهم 65 سنة أو أكبر.

## النقل

### الطرق السريعة الرئيسية
- الطريق السريع 55
- طريق الولايات المتحدة السريع 49
- الطريق السريع مسيسيبي 3
- طريق مسيسيبي السريع 16

### المطار
يقع مطار مقاطعة يازو في منطقة لا تخضع للإدارة المحلية في مقاطعة يازو، على بعد 2 ميل (3.2 كيلومتر) غرب وسط مدينة يازو.

## التقسيمات الإدارية
- مدينة يازو (مقر المقاطعة)

- بينتونيا

### القرى
- إيدين
- ساتاراتيا